# Overdose (EP)
Overdose là mini-album thứ ba của nhóm nhạc nam Hàn-Trung Quốc EXO, được SM Entertainment phát hành vào ngày 7 tháng 5 năm 2014. Đây là album cuối cùng của nhóm có sự tham gia của hai thành viên Kris và Luhan, trước khi họ khởi kiện SM và chấm dứt hoạt động cùng nhóm.

## Bối cảnh và phát hành
Ban đầu Overdose được lên kế hoạch phát hành vào ngày 21 tháng 4 năm 2014 nhưng việc này đã được hoãn lại do thảm họa lật phà Sewol xảy ra vào ngày 16 tháng 4. Trước ngày phát hành, album nhận được lượng đơn hàng đặt trước cao nhất trong lịch sử tại Hàn Quốc với trên 660.000 bản. Album được phát hành vào ngày 7 tháng 5 năm 2014.
Ở vị trí thứ 129, Overdose là album đạt thứ hạng cao nhất từ trước tới nay trên bảng xếp hạng Billboard 200 đối với một nhóm nhạc nam Hàn Quốc.

## Quảng bá
Trước khi Overdose được phát hành, EXO đã tổ chức một showcase nhằm giới thiệu và quảng bá cho album tại sân vận động trong nhà Jamsil, Seoul vào ngày 15 tháng 4 năm 2014. Sau đó, hai nhóm nhỏ EXO-K và EXO-M bắt đầu quảng bá bài hát chủ đề "Overdose" lần lượt tại Hàn Quốc và Trung Quốc. Ngày 24 tháng 5 năm 2014, nhóm bắt đầu tổ chức chuyến lưu diễn đầu tiên của mình với tên gọi "The Lost Planet".

## Danh sách bài hát

### Black Version
| STT              | Nhan đề                                                   | Sáng tác | Sản xuất | Thời lượng |
| ---------------- | --------------------------------------------------------- | --- | --- | ---------- |
| 1.               | "중독 (Overdose)"                                         | Kenzie, 8th January (Jam Factory), Harvey Mason Jr., Damon Thomas, Chaz Jackson, Orlando Williamson, Brittany Burton, Rodnae "Chikk" Bell, Yoo Han-jin | Kenzie, Harvey Mason Jr., Damon Thomas, Chaz Jackson, Orlando Williamson, Brittany Burton, Rodnae "Chikk" Bell, Yoo Han-jin | 3:27       |
| 2.               | "월광 (Moonlight)" (trình bày bởi Baekhyun, D.O. (ca sĩ)) | Seo Ji-eum (Jam Factory), Harvey Mason Jr., Damon Thomas, Brittany Burton, Rondae "Chikk" Bell                                                         | Harvey Mason Jr., Damon Thomas, Brittany Burton, Rondae "Chikk" Bell                                                        | 4:27       |
| 3.               | "Thunder"                                                 | Jeon Gan-di, Will Simms, Hiten Bharadia, Raphaella Mazaheri-Asadi                                                                                      | Will Simms, Hiten Bharadia, Raphaella Mazaheri-Asadi                                                                        | 3:14       |
| 4.               | "Run"                                                     | Seo Ji-eum (Jam Factory), Jarrad Rogers, Natalia Hajjara, Ana Diaz                                                                                     | Jarrad Rogers, Natalia Hajjara, Ana Diaz, Yoo Han-jin                                                                       | 3:38       |
| 5.               | "Love, Love, Love"                                        | Seo Ji-eum (Jam Factory), Deez, Daniel 'Obi' Klein, Jimmy Burney                                                                                       | Deez, Daniel 'Obi' Klein, Jimmy Burney                                                                                      | 3:55       |
| Tổng thời lượng: | Tổng thời lượng:                                          | Tổng thời lượng: | Tổng thời lượng: | 18:41      |

| Bonus track phiên bản CD | Bonus track phiên bản CD        | Bonus track phiên bản CD | Bonus track phiên bản CD | Bonus track phiên bản CD |
| STT                      | Nhan đề                         | Sáng tác | Sản xuất | Thời lượng               |
| ------------------------ | ------------------------------- | --- | --- | ------------------------ |
| 6.                       | "중독 (Overdose) [EXO Version]" | Kenzie, 8th January (Jam Factory), Harvey Mason Jr., Damon Thomas, Chaz Jackson, Orlando Williamson, Brittany Burton, Rodnae "Chikk" Bell, Yoo Han-jin | Kenzie, Harvey Mason Jr., Damon Thomas, Chaz Jackson, Orlando Williamson, Brittany Burton, Rodnae "Chikk" Bell, Yoo Han-jin | 3:25                     |

### White Version
| STT              | Nhan đề                                                                               | Sáng tác | Sản xuất | Thời lượng |
| ---------------- | ------------------------------------------------------------------------------------- | --- | --- | ---------- |
| 1.               | "上瘾 (Overdose) Hán-Việt: Thượng Ẩn"                                                 | Hoàng Trinh Dĩnh (Annakid), Harvey Mason Jr., Damon Thomas, Chaz Jackson, Orlando Williamson, Brittany Burton, Rodnae "Chikk" Bell | Harvey Mason Jr., Damon Thomas, Chaz Jackson, Orlando Williamson, Brittany Burton, Rodnae "Chikk" Bell, Kenzie, Yoo Han-jin | 3:27       |
| 2.               | "月光 (Moonlight) Hán-Việt: Nguyệt Quang" (trình bày bởi Luhan (ca sĩ), Chen (ca sĩ)) | Lâm Hân Diệp, Harvey Mason Jr., Damon Thomas, Brittany Burton, Rondae "Chikk" Bell                                                 | Harvey Mason Jr., Damon Thomas, Brittany Burton, Rondae "Chikk" Bell                                                        | 4:27       |
| 3.               | "Thunder (雷电) Hán-Việt: Lôi Điện"                                                   | Lâm Hân Diệp, Will Simms, Hiten Bharadia, Raphaella Mazaheri-Asadi                                                                 | Will Simms, Hiten Bharadia, Raphaella Mazaheri-Asadi                                                                        | 3:14       |
| 4.               | "Run (奔跑) Hán-Việt: Bôn Bào"                                                        | Zhou Mi (Super Junior-M), Jarrad Rogers, Natalia Hajjara, Ana Diaz                                                                 | Jarrad Rogers, Natalia Hajjara, Ana Diaz, Yoo Han-jin                                                                       | 3:38       |
| 5.               | "Love, Love, Love (梦中梦) Hán-Việt: Mộng Trung Mộng"                                 | Hoàng Trinh Dĩnh (Annakid), Deez, Daniel 'Obi' Klein, Jimmy Burney                                                                 | Deez, Daniel 'Obi' Klein, Jimmy Burney                                                                                      | 3:55       |
| Tổng thời lượng: | Tổng thời lượng:                                                                      | Tổng thời lượng: | Tổng thời lượng: | 18:41      |

| Bonus track phiên bản CD | Bonus track phiên bản CD                            | Bonus track phiên bản CD | Bonus track phiên bản CD | Bonus track phiên bản CD |
| STT                      | Nhan đề                                             | Sáng tác | Sản xuất | Thời lượng               |
| ------------------------ | --------------------------------------------------- | --- | --- | ------------------------ |
| 6.                       | "上瘾 (Overdose) [EXO Version] Hán-Việt: Thượng Ẩn" | Hoàng Trinh Dĩnh (Annakid), Harvey Mason Jr., Damon Thomas, Chaz Jackson, Orlando Williamson, Brittany Burton, Rodnae "Chikk" Bell | Harvey Mason Jr., Damon Thomas, Chaz Jackson, Orlando Williamson, Brittany Burton, Rodnae "Chikk" Bell, Kenzie, Yoo Han-jin | 3:25                     |

## Bảng xếp hạng
| Bảng xếp hạng                             | Thứ hạng cao nhất   | Thứ hạng cao nhất     |
| Bảng xếp hạng                             | Phiên bản tiếng Hàn | Phiên bản tiếng Trung |
| ----------------------------------------- | ------------------- | --------------------- |
| South Korea Gaon Weekly Albums Chart      | 1                   | 2                     |
| South Korea Gaon Monthly Albums Chart     | 1                   | 2                     |
| South Korea Gaon 2014 Yearly Albums Chart | 1                   | 2                     |
| South Korea Gaon 2015 Yearly Albums Chart | 93                  | —                     |
| Japan Oricon Weekly Albums Chart          | 3                   | 5                     |
| Japan Oricon Monthly Albums Chart         | 11                  | 19                    |
| US Billboard World Albums Chart           | 2                   | 5                     |
| US Billboard Heatseekers Albums           | 1                   | —                     |
| US Billboard 200                          | 129                 | —                     |

## Doanh số
| Bảng xếp hạng     | Doanh số            | Doanh số              |
| Bảng xếp hạng     | Phiên bản tiếng Hàn | Phiên bản tiếng Trung |
| ----------------- | ------------------- | --------------------- |
| Hàn Quốc (Gaon)   | 390.034             | 293.797               |
| Nhật Bản (Oricon) | 21.887              | 12.562                |

## Lịch sử phát hành
| Nơi phát hành | Ngày               | Định dạng          | Nhãn hiệu             |
| ------------- | ------------------ | ------------------ | --------------------- |
| Toàn thế giới | 7 tháng 5 năm 2014 | Tải về kĩ thuật số | SM Entertainment      |
| Hàn Quốc      | 7 tháng 5 năm 2014 | CD                 | SM Entertainment      |
| Trung Quốc    | 7 tháng 5 năm 2014 | CD                 | Universal Music Group |